# Gouvernement Gaston Doumergue (1)
Troisième République
Louis Barthou Alexandre Ribot IV
Le premier gouvernement Gaston Doumergue est le gouvernement de la Troisième République en France du 2 décembre 1913 au 2 juin 1914.

## Composition
| Portefeuille                                                                             | Titulaire | Titulaire                                        | Parti |
| ---------------------------------------------------------------------------------------- | --------- | ------------------------------------------------ | ----- |
| Président du Conseil Ministre des Affaires étrangères                                    |           | Gaston Doumergue                                 | PRRRS |
| Ministres                                                                                |           |                                                  |       |
| Ministre de la Guerre                                                                    |           | Joseph Noulens                                   | PRRRS |
| Ministre de l'Instruction publique et des Beaux-Arts                                     |           | René Viviani                                     | PRS   |
| Ministre de l'Intérieur                                                                  |           | René Renoult (jusqu'au 17 mars 1914)             | PRRRS |
| Ministre de l'Intérieur                                                                  |           | Louis Malvy                                      | PRRRS |
| Ministre de la Justice                                                                   |           | Jean Bienvenu-Martin                             | PRRRS |
| Ministre de la Marine                                                                    |           | Ernest Monis (jusqu'au 20 mars 1914)             | PRRRS |
| Ministre de la Marine                                                                    |           | Armand Gauthier de l'Aude                        | PRRRS |
| Ministre de l'Agriculture                                                                |           | Maurice Raynaud                                  | PRRRS |
| Ministre des Finances                                                                    |           | Joseph Caillaux (jusqu'au 17 mars 1914)          | PRRRS |
| Ministre des Finances                                                                    |           | René Renoult                                     | PRRRS |
| Ministre des Travaux publics                                                             |           | Fernand David                                    | RI    |
| Ministre du Commerce, Industrie, Postes et Télégraphes                                   |           | Louis Malvy (jusqu'au 17 mars 1914)              | PRRRS |
| Ministre du Commerce, Industrie, Postes et Télégraphes                                   |           | Raoul Péret                                      | PRD   |
| Ministre des Colonies                                                                    |           | Albert Lebrun                                    | PRD   |
| Ministre du Travail et de la Prévoyance sociale                                          |           | Albert Métin                                     | PRRRS |
| Sous-secrétaires d’État                                                                  |           |                                                  |       |
| Sous-secrétaire d’État à l'Instruction publique et des Beaux-Arts, chargé des Beaux-Arts |           | Paul Jacquier                                    | PRRRS |
| Sous-secrétaire d’État à l’Intérieur                                                     |           | Raoul Péret (du 9 décembre 1913 au 17 mars 1914) | PRD   |
| Sous-secrétaire d’État à la Guerre                                                       |           | André Maginot                                    | PRD   |
| Sous-secrétaire d'État à la Marine, chargé de la Marine marchande                        |           | Maurice Ajam                                     | PRRRS |

## Fin du gouvernement et passation des pouvoirs
Gaston Doumergue démissionna le 2 juin 1914, après l’entrée de la nouvelle chambre. Alexandre Ribot est appelé à former un nouveau gouvernement.